# Remise Weesperzijde

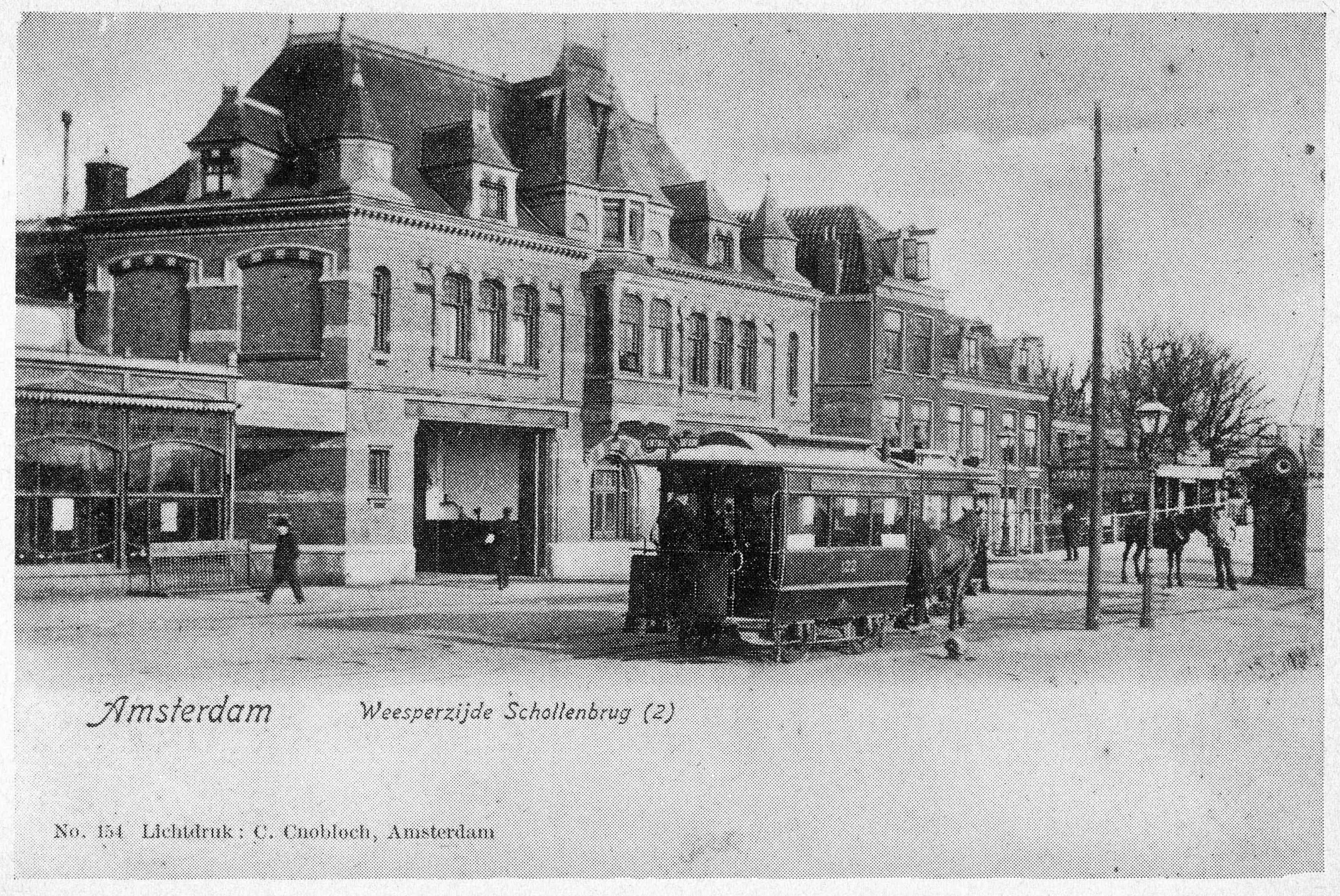
Paardentram bij de voormalige tramremise van de AOM aan de Weesperzijde.

Remise Weesperzijde (ook bekend als Remise Schulpbrug) was een remise met stalgebouw voor de paarden voor de paardentramlijn van de Amsterdamsche Omnibus Maatschappij (AOM) van de Weesperzijde naar het centrum. Het gebouw werd in 1892 in gebruik genomen en was voorzien van een voorgevel aan de Weesperzijde nabij de Schollenbrug.
In 1900 werd de AOM overgenomen door de gemeente wegens naasting. In 1904, na de elektrificatie van de paardentram als onderdeel van tramlijn 5, werd het pand overbodig en in 1906 afgestoten.
Amsteldijk · Amstelveenseweg · Brouwersgracht · Droogbak · Havenstraat · Karperweg · Koninginneweg · Legmeerpolder · Lekstraat · Linnaeusstraat · Overtoom · Prins Hendrikkade · Oost · Roetersstraat · Stadhouderskade · Tollensstraat · Tweede Leeghwaterstraat · Veemarkt · Weesperzijde · Zeeburg